# The Alliance Alive
The Alliance Alive (アライアンス・アライブ) est un jeu vidéo de rôle développé par Cattle Call et édité par Atlus USA, sorti en 2017 sur Nintendo 3DS.
Une version intitulée The Alliance Alive HD Remastered sort sur Nintendo Switch et PlayStation 4 en 2019 puis sur PC en 2020.

## Synopsis
The Alliance Alive prend place dans un monde fantastique divisé en 4 continents séparés par un océan. Un millier d'années avant le début de l'histoire, le monde des humains a été envahi par les Daemons qui craignaient une énergie présente dans le monde des humains : le Chaos. Leur invasion se termina par la mise en place d'une barrière qui provoqua un changement climatique catastrophique sur chaque continent et généra un flux d'énergie surnommé le "Dark Current" pour détruire une grande partie de l'humanité. Les survivants ont été rapidement soumis et le "Dark Current" s'est positionné au milieu de l'océan, empêchant tout contact entre les continents et assombrissant le ciel. Chaque continent est alors gouverné par un gouvernement hiérarchique dont les Daemons sont les dirigeants suprêmes et dont les "Beastfolks" (animaux humanoïdes) sont le bras armé.
C'est dans ce contexte que neuf personnages vont se rencontrer pour libérer l'Humanité du joug des Daemons. Quatre sont des membres des "Night Crowns", un groupe de résistance qui combat les Deamons et cherche à restaurer le contrôle des humains sur le monde : Galil, un jeune garçon au grand cœur; Azura, une jeune femme joyeuse qui traîne souvent Galil dans ses aventures; Renzo, un dragueur invétéré, et Barbarosa, un Beastfolk qui a juré fidélité au père de Azura quand ce dernier lui a sauvé la vie. Ce groupe se verra compléter par : Vivian, une Daemon historienne faisant partie de la noblesse; Ignace, le protecteur majordome de Vivian; Tiggy, une jeune fille étudiant le "Dark Current"; Gene, un homme qui a acquis des pouvoirs magiques en s'associant avec des Deamons, et Rachel, une mercenaire au grand cœur. 

## Système de jeu
The Alliance Alive est un jeu de rôle dans lequel le joueur prend le contrôle d'un groupe de neuf personnages parcourant un monde fantastique en quête de liberté dans un monde contrôlé par des créatures appelées "Daemons". Le joueur explore la carte du monde dans un premier temps à pied avant de pouvoir utiliser divers véhicules (planeurs, bateau, etc.) pour accéder à des zones auparavant inaccessibles.
Au cours de l'histoire, l'équipe de héros va devoir s'allier aux cinq guildes présentes dans le monde, engager des personnages pour agrandir le pouvoir de chacune d'elles et bâtir des Tours de Guilde à travers le monde. Plus le joueur affectera de membres à une guilde, plus elle montera de niveau pour débloquer de nouveaux bonus et compétences. La présence à proximité du joueur d'une Tour de Guilde lui fournira de plus des bonus pendant les combats.
Durant les déplacements sur la carte ou les différents environnements du jeu, chaque groupe d'ennemis est représenté symboliquement par une ombre et le combat commence quand le personnage du joueur entre en contact avec elle. Si plusieurs ombres sont à proximité au moment du déclenchement du combat, le joueur devra les affronter successivement sans pause. Les combats se déroulent selon un système de tour par tour dans une arène de combat. Les personnages du joueur au nombre de cinq maximum apparaissent en formation sur une grille de 3x5 cases. Le positionnement du personnage lui confère des bonus de défense ou d'attaque. Un système de magie existe également mais il n'est utilisable que par les Daemons. Cependant, il reste possible pour les humains d'utiliser des magies de support (soin, augmentation de défense, etc.) en équipant des armes spécifiques. Il est également possible en combat qu'un personnage passe en état d'"Ignition" après avoir subi des dégâts importants. Cet état augmente la puissance d'attaque au prix d'une consommation de points de compétence plus élevée pour utiliser les capacités spéciales. Enfin, cet état permet d'envoyer une capacité spéciale dite "Final Strike" qui dépend de l'arme tenue par le personnage et qui brise cette dernière une fois utilisée.
Le jeu n'utilise pas un système traditionnel d’augmentation de niveau basée sur l'acquisition de point d'expérience. Quand les personnages utilisent assez souvent leurs compétences, ils déclenchent l'"Awakening" qui débloque une nouvelle compétence. Les personnages ont pour la plupart tous accès aux différents types d'armes ayant chacune leurs forces et leurs faiblesses et des compétences différentes : épées, grandes épées, haches, lances, bâtons, boucliers et arts martiaux.
Après chaque combat, les personnages acquièrent également des points de Talent qui peuvent être dépensés pour augmenter les caractéristiques des personnages, sa capacité à regagner de l'énergie ou même la vitesse d'acquisition des nouvelles compétences.

## Développement
Après la sortie de The Legend of Legacy en 2015, Masataka Matsuura a réfléchi ce que pourrait être son prochain projet. Lors des discussions pour un nouveau jeu sur la Nintendo 3DS, la suggestion d'une suite à The Legend of Legacy a été fréquemment évoquée, mais Matsuura a estimé qu'une suite adéquate qui répondait aux critiques des joueurs ne pouvait être faite que sur une console plus puissante. Il a insisté pour que le jeu soit complètement original mais en reprenant plusieurs concepts qui étaient déjà présents dans The Legend of Legacy. Lors de la présentation du projet, il craignait que son ampleur et ses exigences budgétaires ne provoque son rejet. Le jeu a été principalement développé par le studio japonais Cattle Call, avec un travail de conception supplémentaire par Grezzo et une supervision générale par l'éditeur FuRyu. Ces développeurs avaient également travaillé précédemment sur The Legend of Legacy. Matsuura, qui avait la casquette de producteur et de réalisateur, a voulu réunir une équipe prestigieuse pour développer le jeu. Kyoji Koizumi, vétéran de la série SaGa, a opéré en tant que game designeur, et Masayo Asano, responsable des décors de la série SaGa et directeur artistique de The Legend of Legacy,, fut le directeur artistique du jeu. Cette équipe de développement faisait partie du souhait de Matsuura pour un jeu de rôle de haute qualité.

### Design
Le but était de créer un jeu qui évoquerait l'expérience narrative et de jeu de rôle axée sur les personnages de la série Ultima et Wizardry. Bien qu'il y ait plusieurs similitudes de gameplay entre The Alliance Alive et The Legend of Legacy, Koizumi a précisé que la plus grande différence était l'élargissement de la taille du groupe au combat. La position des personnages, l'apprentissage des compétences ("Awakening") et les systèmes de positionnement sur la grille étaient des versions améliorées de celles utilisées dans The Legend of Legacy, mais avec plus d'explications données aux joueurs à propos de l'interaction entre les personnages. Les points de talents ont été implémentés à la suite de retours de joueurs souhaitant un système d'expérience basée sur des points comme d'autres RPG sans altérer le mécanisme "Awakening". Contrairement aux autres jeux de l'époque, une carte du monde a été implémentée pour les déplacements entre chaque zone, ce qui a permis d'augmenter le nombre d'ennemis et de lieux à explorer. L'objectif était de permettre aux joueurs d'explorer et d'imaginer le monde comme cela avait été fait dans les jeux classiques du genre,,. Une grande partie du jeu a été développée en utilisant le même moteur et plusieurs éléments de The Legend of Legacy. 
Le scénario a été écrit par Yoshitaka Murayama, un des créateurs de la série Suikoden,. Murayama a été intégré au projet par Matsuura aux côtés de Koizumi. Le concept du monde a été créé par Matsuura et Koizumi et c'est dans ce carcan que Murayama a ensuite créé le reste du scénario et des personnages du jeu. Murayama est celui qui a proposé le concept d'un groupe de neuf protagonistes. Matsuura et Koizumi ont demandé d'intégrer figure de mentor et de "sœur aînée" dans le groupe ainsi qu'au moins un membre non humain. Comme cela est courant dans les scénarios de Murayama, la distribution des personnages comprend un certain nombre de personnages féminins optimistes et puissants. Il a également été décidé à un stade précoce que des actions controversées telles que la trahison du groupe ne seraient pas incluses, car cela pourrait potentiellement ennuyer ou aliéner les joueurs. Contrairement à The Legend of Legacy, les joueurs ne pouvaient pas choisir avec quel protagoniste commencer l'histoire. Ce choix a été fait pour aider à établir une connexion plus forte avec les personnages et à améliorer la narration par rapport au jeu précédent. L'histoire est aussi plus profonde que ce qui était proposé dans The Legend of Legacy et devient rapidement plus importante que ce qui était prévu à l'origine. Comme The Legend of Legacy, aucune voix n'est incluse dans le jeu, le mettant en contraste avec la majorité des RPG de cette époque. Les développeurs justifient ce choix par le souhait de permettre aux joueurs d'imaginer les voix des personnages,.
Asano a été nommé directeur artistique par Matsuura. Asano a été choisi en raison de son style aquarelle "solide", qualités que Matsuura estimait nécessaires pour un design de carte du monde distinct plutôt que le style "fantaisie" utilisé sur The Legend of Legacy. Le character design a été dessiné par Ryo Hirao, qui avait occupé le même poste pour The Legend of Legacy. Les personnages ont été dessinés par Hirao sur la base des demandes de Matsuura et du scénario de Murayama, le style artistique présente des personnages ayant des têtes plus petites et des constructions plus minces que dans The Legend of Legacy. L'ensemble du département de conception graphique de Cattle Call a travaillé sur la conception de modèles de personnages, ces modèles ayant été utilisés à la fois pour les phases de gameplay et les cinématiques. Yuichiro Kojima et Ryoji Shimogama ont travaillé sur le design des monstres comme ils l'avaient fait sur The Legend of Legacy,.

### Musique
La musique a été principalement composée par Masashi Hamauzu, qui avait notamment travaillé sur des jeux de la série Final Fantasy et sur The Legend of Legacy. Lors de la création de la musique, Hamauzu a utilisé la fusion d'éléments orchestraux et synthétiques pour représenter plusieurs émotions et sentiments dans un seul morceau de musique. Hamauzu a reçu un concept art et les cinématiques du jeu pour composé des pièces musicales en accord avec les images. Chaque continent dans le jeu ayant des ambiances très différentes (continent avec une pluie éternelle, continent volcanique, continent enneigé, etc.), des éléments musicaux uniques ont été incorporés pour chaque zone. Plutôt qu'un orchestre, Hamauzu a utilisé un petit groupe d'artistes avec des instruments tels qu'un violon et une guitare, puis les a superposés lors de l'ajout des éléments de synthèse. Deux pistes ont été composées et arrangées par la fille de Hamauzu, Ayane Hamauzu, et une piste a été arrangée par Toru Tabei.
Un extrait de la bande original nommé THE ALLIANCE ALIVE Special Soundtrack composé de 20 pistes est offert en bonus de pré-commande du jeu au Japon. Le CD est également vendu dans la "Launch Edition" du jeu sortie en Amérique du Nord en mars 2018.
La bande originale complète (THE ALLIANCE ALIVE Original Soundtrack -Buryoku Choutei-) est mise en vente au Japon à partir du 18 août 2017.
Lors de la sortie de la version HD Remastered, NIS America propose également dans l'édition collector du jeu un CD (THE ALLIANCE ALIVE Official Soundtrack) contenant des musiques du jeu.

#### THE ALLIANCE ALIVE Original Soundtrack -Buryoku Choutei-
Il s'agit de la bande originale du jeu The Alliance Alive.

##### Fiche technique
- Composé par : Masashi Hamauzu sauf les pistes 13 du disque 1 et 5 du disque 2 composées par Ayane Hamauzu
- Arrangement par : Masashi Hamauzu sauf les pistes 13 du disque 1 et 5 du disque 2 arrangées par Ayane Hamauzu et la piste 27 du disque 2 arrangée par Toru Tabei
- Sortie : 18 août 2017
- Référence : MNMK-011 (MONOMUSIK)

##### Liste des musiques
| Disque 1 | Disque 1             | Disque 1                   | Disque 1 | Disque 1 | Disque 1 | Disque 1 | Disque 1 | Disque 1 | Disque 1 |
| No       | Titre                | Traduction anglaise        | Durée    |          |          |          |          |          |          |
| -------- | -------------------- | -------------------------- | -------- | -------- | -------- | -------- | -------- | -------- | -------- |
| 1.       | メインテーマ～理解～ | Main Theme ~Understanding~ | 1:50     |          |          |          |          |          |          |
| 2.       | 雨の都スヴァルナ     | The Rainy City Svarna      | 1:41     |          |          |          |          |          |          |
| 3.       | 作戦会議             | Council of War             | 1:44     |          |          |          |          |          |          |
| 4.       | 雨の世界             | Rainy World                | 4:27     |          |          |          |          |          |          |
| 5.       | ギルド               | Guild                      | 2:31     |          |          |          |          |          |          |
| 6.       | 閉鎖美術館           | Sealed Museum              | 2:11     |          |          |          |          |          |          |
| 7.       | 予感                 | Premonition                | 2:32     |          |          |          |          |          |          |
| 8.       | 分断された世界       | Divided World              | 4:03     |          |          |          |          |          |          |
| 9.       | 失われた光           | Lost Light                 | 2:48     |          |          |          |          |          |          |
| 10.      | 生きている森         | Living Forest              | 2:14     |          |          |          |          |          |          |
| 11.      | 動乱                 | Disturbance                | 2:08     |          |          |          |          |          |          |
| 12.      | おやすみ             | Good Night                 | 0:07     |          |          |          |          |          |          |
| 13.      | 貴族と執事           | The Noble and the Butler   | 3:06     |          |          |          |          |          |          |
| 14.      | 機工都市ギアズロック | Clockwork City Gearlock    | 1:33     |          |          |          |          |          |          |
| 15.      | 燃える世界           | Fiery World                | 2:54     |          |          |          |          |          |          |
| 16.      | ジャンクヤード       | Junkyard                   | 1:47     |          |          |          |          |          |          |
| 17.      | 遭遇戦               | Battle Encounter           | 2:47     |          |          |          |          |          |          |
| 18.      | 勝利                 | Victory                    | 1:07     |          |          |          |          |          |          |
| 19.      | ブルーオアシス       | Blue Oasis                 | 2:08     |          |          |          |          |          |          |
| 20.      | 決意                 | Determination              | 1:43     |          |          |          |          |          |          |
| 21.      | パンデモニウム       | Pandemonium                | 2:12     |          |          |          |          |          |          |
| 22.      | 交錯する運命         | Combined Destiny           | 2:08     |          |          |          |          |          |          |
| 23.      | 人間と魔族           | Humans and Demons          | 1:52     |          |          |          |          |          |          |
| 24.      | 監獄街               | Prison Street              | 2:21     |          |          |          |          |          |          |
| 25.      | 監獄世界             | Prison World               | 3:11     |          |          |          |          |          |          |
| 26.      | カタコンベ           | Catacombs                  | 2:00     |          |          |          |          |          |          |
| 27.      | 裁きの塔             | Tower of Judgement         | 2:40     |          |          |          |          |          |          |
| 61:45    |                      |                            |          |          |          |          |          |          |          |

| Disque 2 | Disque 2               | Disque 2                      | Disque 2 | Disque 2 | Disque 2 | Disque 2 | Disque 2 | Disque 2 | Disque 2 |
| No       | Titre                  | Traduction anglaise           | Durée    |          |          |          |          |          |          |
| -------- | ---------------------- | ----------------------------- | -------- | -------- | -------- | -------- | -------- | -------- | -------- |
| 1.       | フォースギア・バトル   | Force Gear Battle             | 2:32     |          |          |          |          |          |          |
| 2.       | 出航                   | Departure                     | 2:30     |          |          |          |          |          |          |
| 3.       | イグニッション         | Ignition                      | 2:17     |          |          |          |          |          |          |
| 4.       | みんなの勝利           | Grand Victory                 | 1:08     |          |          |          |          |          |          |
| 5.       | 温泉                   | Hot Spring                    | 1:47     |          |          |          |          |          |          |
| 6.       | ペンギン               | Penguin                       | 1:24     |          |          |          |          |          |          |
| 7.       | 雪の世界               | Snowy World                   | 2:50     |          |          |          |          |          |          |
| 8.       | 防衛砦                 | Defense Fortress              | 1:33     |          |          |          |          |          |          |
| 9.       | 白嶺城                 | Shiramine Castle              | 1:54     |          |          |          |          |          |          |
| 10.      | 評議会場               | Council Hall                  | 2:07     |          |          |          |          |          |          |
| 11.      | 籠城戦                 | Battle Game                   | 2:15     |          |          |          |          |          |          |
| 12.      | 全滅                   | Annihilation                  | 0:26     |          |          |          |          |          |          |
| 13.      | 宴                     | Banquet                       | 2:04     |          |          |          |          |          |          |
| 14.      | 飛翔                   | Flight                        | 1:56     |          |          |          |          |          |          |
| 15.      | 結晶世界               | Crystal World                 | 2:35     |          |          |          |          |          |          |
| 16.      | 天窮の都エシュトルム   | Sky City Eshtormu             | 3:09     |          |          |          |          |          |          |
| 17.      | 竜の谷コルヌドラコ     | Cornudraco, Valley of Dragons | 1:41     |          |          |          |          |          |          |
| 18.      | 空中戦                 | Air Battle                    | 2:18     |          |          |          |          |          |          |
| 19.      | レインボーピラー       | Rainbow Pillar                | 1:59     |          |          |          |          |          |          |
| 20.      | 水魔の巣窟             | Demon Den                     | 2:06     |          |          |          |          |          |          |
| 21.      | 四凶戦                 | Battle with the Four Villains | 2:42     |          |          |          |          |          |          |
| 22.      | 許すものの心           | Heart of Forgiveness          | 2:03     |          |          |          |          |          |          |
| 23.      | エリア18               | Area 18                       | 2:25     |          |          |          |          |          |          |
| 24.      | 新秩序宣言             | New Order Declaration         | 1:46     |          |          |          |          |          |          |
| 25.      | 黒き機神               | Black Dragon                  | 4:44     |          |          |          |          |          |          |
| 26.      | ほんとに青いんだよ     | It's So Blue                  | 1:45     |          |          |          |          |          |          |
| 27.      | アライアンス・アライブ | Alliance Alive                | 4:09     |          |          |          |          |          |          |
| 28.      | 秩序の石               | Order of the Stone            | 1:39     |          |          |          |          |          |          |
| 61:44    |                        |                               |          |          |          |          |          |          |          |

## Sortie
The Alliance Alive a été annoncé pour la première fois en octobre 2016, avec son équipe artistique, son studio de développement et son éditeur. Lorsque le jeu a été annoncé, les développeurs travaillaient l'optimisation de plusieurs éléments tels que les distances entre les différents lieux et les taux de rencontre d'ennemis sur la carte du monde. Initialement prévu pour sortir le 30 mars 2016, le jeu a été retardé de près de trois mois pour augmenter sa qualité. Une démo de jeu a été publiée le 30 mars. L'équipe de développement a utilisé les commentaires des joueurs de la démo pour apporter des ajustements au jeu, tels que la vitesse de jeu et la taille de la police. Le jeu sort le 22 juin 2017, avec un CD spécial contenant plusieurs pistes de la bande originale et des thèmes 3DS en compensation du retard pour ceux qui l'avaient pré-commandé.
Le jeu est annoncé pour une sortie en Europe et aux États-Unis le 27 septembre 2017, trois mois après la sortie japonaise. Il ne sort finalement qu'en mars 2018, localisé par Atlus USA. Il sort en support physique et sur la boutique en ligne de la 3DS en Amérique du Nord mais uniquement dans la boutique en ligne en Europe,. Une "Launch Edition" est également sortie en Amérique du Nord et comprenait un CD contenant un extrait de la bande originale (20 pistes), un artbook et un porte-clé en plus du jeu.

### Version HD Remastered
Début mars 2019, il est confirmé qu'une adaptation en HD de The Alliance Alive est prévu pour Playstation 4, Nintendo Switch et PC. Le 26 juin 2019, NIS America annonce qu'il éditera The Alliance Alive HD Remastered et que le jeu sera disponible le 11 octobre la même année sur Playstation 4 et sur Nintendo Switch. Il est également annoncé que les versions physiques seront des "Awakening Edition". Ces éditions contiennent, en plus du jeu, neuf petites représentations en carton des personnages principaux. Une version collector est également mise en vente par NIS America sur son site officiel. Cette collector contient, en plus du jeu, un art-book et un CD de la bande originale.
Le 16 janvier 2020, cette version sort également en dématérialisé sur PC. Il est également possible d'acquérir une version numérique de la bande originale et un artbook numérique dans une "Digital Limited Edition".
Cette version Remastered HD comporte des graphismes remis au goût du jour par rapport à la version originale ainsi que des modifications d'ergonomie dans les menus.

## Accueil
Durant sa première semaine de distribution au Japon, The Alliance Alive sur Nintendo 3DS était en seconde place des ventes derrière le jeu Arms sur Nintendo Switch avec des ventes s'élevant à 31 000 unités.
- Famitsu : 34/40[18]
- Gamekult : 7/10[19]
- Nintendo Life : 9/10[20]